# Leccinum umbrinoides
Leccinum umbrinoides är en svampart som först beskrevs av J. Blum, och fick sitt nu gällande namn av Lannoy & Estadès 1991. Leccinum umbrinoides ingår i släktet Leccinum och familjen Boletaceae.   Inga underarter finns listade i Catalogue of Life.